# سين جون-باي
سين جون-باي (هانغل: 신준배) هو لاعب كرة قدم كوري جنوبي في مركز حراسة المرمى، ولد في 26 أكتوبر 1985 في غوانغجو في كوريا الجنوبية. لعب مع دايجون هانا سيتزن.

## وصلات خارجية
- سين جون-باي على موقع دوري كوريا الجنوبية (الإنجليزية)